# Костёл Матери Божьей Неустанной Помощи (Поречье)
Костёл Богоматери Неустанной Помощи (Пресвятой Девы Марии) — римско-католическая церковь, расположенная в центре агрогородка Поречье (Гродненский район), памятник архитектуры. Действует.

## История
Деревянный костёл в неоготическом стиле был возведён в 1904-06 годах. Сначала святыня была присоединена в качестве филиала к приходу гродненского собора св. Франциска Ксаверия. В 1919 году Поречье получила статус самостоятельного прихода, а костёл был расширен и украшен (были достроены часовни, которые образовали трансепт, и главный фасад), что добавило неоготическому облику святыни черты модерна. Количество прихожан перед Великой Отечественной войной превысило 3800 человек.
В советские времена святыня действовала. В 1970-е годы она получила статус памятника эклектичной архитектуры с чертами неоготики.

## Архитектура
Костёл крестообразный в плане с пятиугольной апсидой. Крылья трансепта также имеют пятиугольные планы. Ризница расположена в левом крыле, часовня св. Антония. Основной объём храма перекрыт двускатной кровлей, апсида и крылья трансепта шатровые. Все срубы накрыты шатровыми крышами разных размеров. Композицию завершают 4 шатровых подписи на концах крестообразного объёма и один чуть большего размера над средним крестом.
Интерьер зала, перекрыт коробчатым деревянным потолком (новый потолок выполнен в 2005-06 гг. во время последней реставрации), украшен тремя алтарями в стиле необарокко. В главной части находится большая титульная икона Божией Матери Неустанной Помощи в посеребрённых ризах, которую затемняет икона св. Тереза. Алтарь окружён фигурами св. Антоний (слева) и Франциск. Боковые алтари пристенные, слева фигура Непорочной Девы Марии на фоне нарисованных лилий, в правом — фигура Господа Иисуса на фоне палестинского пейзажа. Более поздний по времени создания алтарь св. Антония помещён в одноимённой часовне. Он вероятно, выполнен в межвоенное время.
Слева перед костёлом находится двухъярусная, четырёхъярусная колокольня. Справа, перед входом в костёл, стоит небольшой бетонный памятник с кованым крестом. Как свидетельствует надпись на польском языке, памятник был установлен в 1931 году основателями костёла и прихожанами «по умершим». В 1920-е годы на старом приходском кладбище за костёлом был установлен крест с датой «1863» в честь повстанцев. Территория костёла огорожена металлическим забором. В правом углу стоит небольшой деревянный здание — здесь, после того, как советские власти отобрали плебаний, жил приходской священник. Сейчас это просто хозяйственное здание.